# Riccardia amazonica
Riccardia amazonica là một loài rêu trong họ Aneuraceae. Loài này được Spruce Schiffner ex Gradst. & Hekking mô tả khoa học đầu tiên năm 1979.